# Университет Назарбаев
Университетът „Назарбаев“ е автономно висше училище в казахстанската столица Астана, открито по инициатива на първия президент на страната Нурсултан Назарбаев.
Първите студенти са приети през септември 2010 г. Създаден е като водещо научно звено на висшето образование в Казахстан, което да се превърне в международен изследователски институт. Университетът е експериментална платформа за разработване, наблюдение, изследване, анализ, тестване, апробация и внедряване на иновативни програми в областта на образованието и науката. Работи в съответствие със собствените си образователни стандарти и не се администрира от Министерството на образованието и науката.

## История
За първи път идеята за създаването на университета е съобщена в обръщение на президента през март 2006 г. Проектирането му започва под името „Нов университет на Астана“, но при откриването му през юни 2010 г. то е променено на Университет Назарбаев.
Първите студенти започват обучението си през септември 2010 г., когато са открити центровете по енергетични изследвания и по природни науки. На 19 януари 2011 г. на университета е присвоен статут на автономно учебно заведение. Статутът се отнася също и до „Интелектуални училища Назарбаев“ и „Фондация Назарбаев“.
През есента на същата година от университета излиза първата научна публикация и е проведена първата медицинска конференция. През следващите години са открити факултети по публична политика, по образование, по медицина, по минно дело и науки за Земята.
През 2013 г. във факултета по бизнес е въведена програмата Executive MBA. През март 2015 е създадена Националната лаборатория „Астана“, а през декември университетът получава статут на изследователски институт. Одобрена е и програма за неговото развитие за периода 2016 – 2020 г. През 2018 г. е включен в Алианса на азиатските университети, чиито членове са 15 висши учебни заведения от 13 азиатски държави. На следващата година е открит лабораторния комплекс С4, а през март 2019 и спортният център. Завършва първият випуск студенти по медицина и приложна сестринска дейност.
През 2019 г. са преобразувани три факултета – инженерния, за наука и технологии и хуманитарния със социални науки. Вместо тях са създадени Факултет по инженерни и цифрови науки и Факултет по социални и хуманитарни науки.

## Ръководство
Органите на управление на университета са:
- Висш попечителски съвет
- Попечителски съвет
- Изпълнителни органи

Висшият попечителски съвет е оглавяван от президента на страната Нурсултан Назарбаев. Компетентността на управленския орган включва одобряване на стратегията за развитие, устава на университета, интелектуалните училища и фонда. Занимава се с процедурите за разпореждане с имуществото, формира попечителския съвет и отговаря за реорганизацията или ликвидация на университета, интелектуалните училища и фондацията.
Попечителският съвет е управляващият орган на университета, който осъществява общото ръководство на различните дейности. В компетенциите му се включват одобряването на годишни и средносрочни бюджети, определяне на количествения състав на изпълнителния орган на университета, избор на неговите ръководители и членове, както и предсрочно прекратяване на техните правомощия. Освен това одобрява правилата за доставка на стоки, строителство и услуги, като изпълнява и други ръководни дейности в съответствие с устава на университета.
Академичният съвет е основният орган за създаване на политики по всички академични въпроси, играе водеща роля при създаването и приемането на правила, регулиращи академичните стандарти, практики и дисциплини, контролира осигуряването и подобряването на качеството в преподаването и ученето, определя критерии за получаване на академични звания, одобрява учебните програми и контролира развитието на факултетите.
Научният съвет е основният орган за формиране на политиката на университета по въпросите, свързани с научните и академични изследвания на университета. Той одобрява и предприема мерки за разработване на стандарти за провеждане на научните изследвания, организира и управлява разпределението на тяхното финансиране, разработва политика в областта на интелектуалната собственост, както и координира научноизследователската дейност между научните центрове и факултети. Съставът на членовете на тези три органа се определя от Устава на университета.

## Акредитации
В продължение на 2 години Университетът Назарбаев се подготвя за акредитация на преподаването на английски език за академични цели по системата NUFYP EAP. През февруари 2020 г. програмата е оценена от Британската асоциация на преподавателите по английски език за академични цели BALEAP – глобална общност от професионалисти по английски език, регистрирана като организация с нестопанска цел. BALEAP потвърждава пълната акредитация на курса по английски език за академични цели, провеждан в рамките на преддипломната програма на университета в продължение на четири години.
Магистърските програми на Факултета по публична администрация са акредитирани от Европейската асоциация за акредитация на програми в публичната и общинска администрация. Получаването на тази акредитация означава, че програмите на университета гарантират обучение в съответствие с най-добрите европейски стандарти.

## Факултети
Университетът Назарбаев има 7 факултета и един център:
- Център за доуниверситетско обучение. Центърът има две академични програми – подготовка на студенти за бакалавърска степен и програма за нулева година за студенти, условно приети в магистърска програма, но с необходимост от повишаване на знанията си по английски език.[5]
- Факултет по инженерни и цифрови науки. Специалностите в него са инженерна химия, електротехника и електронно инженерство, строително и екологично инженерство, машинно и космическо инженерство, роботика, компютърни науки.[6]
- Факултет по природни, социални и хуманитарни науки, един от най-големите в университета. Поддържа международно партньорство с Уисконсинския университет.[6]
- Факултет по бизнес с международен партньор Факултета по бизнес Фукуа към университета „Дюк“ в град Дърам, Северна Каролина, чиято пълната програма заема първо място в класацията за най-добри бизнес училища за 2014 г.[6][7]
- Факултет по държавна политика с международен партньор Факултетът по държавна политика към Националния университет „Ли Куан Ю“ в Сингапур .[6][8] Студентите имат възможност да прекарат в Сингапур 2 – 3 седмици по магистърски програми и до 3 месеца по докторски програми.[8]
- Факултет по образованието с международни партньори Калифорнийския университет – Бъркли, Университета „Дюк“, Пенсилванския и Кеймбриджкия университет.[6][9]
- Факултет по медицина и сестринска дейност с международен партньор Питсбъргския университет.[6]
- Факултет по минно дело и геология с международен партньор Колорадския минен университет.[6][10]

## Учебни програми

### Бакалавърски програми
Факултет по инженерни и цифрови науки
- Химическо инженерство и технология на материалите
- Машинно и космическо инженерство
- Строително и екологично инженерство
- Електротехника и електронно инженерство
- Компютърни науки
- Роботика и мехатроника

Факултет по природни, социални и хуманитарни науки
- Физика
- Химия
- Биология
- Математика
- Икономика
- Политология и международни отношения
- Социология
- Антропология
- История, философия и религия
- Езици, лингвистика и литература

Факултет по минно дело и геология
- Геология и приложна геология
- Нефтогазово инженерство
- Минно инженерство

### Магистратура
Факултет по бизнес
- Бизнес администрация за ръководители
- Финанси
- Инженерен мениджмънт

Факултет по държавна политика
- Държавна политика
- Публична администрация

Факултет по образованието
- Управление на средното образование
- Управление на висшето образование
- Управление на инклузивното образование
- Многоезично образование

Факултет по природни, социални и хуманитарни науки
- Евразийски изследвания
- Политология и международни отношения
- Икономика

Факултет по медицина и сестринска дейност
- Обществено здравеопазване
- Молекулярна медицина

Факултет по минно дело и геология
- Минно дело
- Нефтогазово дело

Факултет по инженерни и цифрови науки
- Машинно и космическо инженерство
- Химическо инженерство и технология на материалите
- Строително и екологично инженерство
- Електротехника и електронно инженерство
- Инженерно управление
- Биомедицинско инженерство
- Роботика
- Информатика

### Докторантура
Факултет по инженерни и цифрови науки
- Машиностроене
- Инженерна химия
- Строително инженерство
- Електроинженерство
- Роботика
- Информатика

Факултет по държавна политика
- Държавна политика

Факултет по образованието
- Образование

Факултет по природни, социални и хуманитарни науки
- Евразийски изследвания

## Лаборатория „Астана“
Националната лаборатория „Астана“ е основана през 2015 г. и включва Център по природни науки и Център по енергетика и нови материали. В лабораторията работят 82 изследователи. Нейни партньори са повече от 50 водещи световни изследователски центрове и институти.
В лабораторията се извършват многобройни теоретични и приложни научни изследвания в областта на природните науки, енергетиката и други интердисциплинарни науки. Занимава се с дейности по създаване на научни лаборатории, експериментални бази, центрове, институти за разработването и изпълнението на научни, научно-технически, образователни програми и програми за професионално обучение на специалисти.

### Център по природни науки
Лаборатория по геномна и персонализирана медицина
Изпълнява проекти, свързани с усъвършенстване на науката за геномите и нейното приложение при напредъка на нови биомедицински открития в Казахстан. Работи в три области – изследвания, приложна геномика в клинични случаи и услуги. Главната ѝ дейност е насочена към създаване на цялостна основа за развитието на геномната медицина – лабораторна инфраструктура, технически възможности и база данни с геномна информация.
Приоритетни проучвания на лабораторията са изследването на генетиката на казахстанското население, оценка на риска при развитието му и прогнозиране при различни състояния. Изследват се молекулярните механизми на основните заболявания в страната като сърдечно-съдови и онкологични, метаболитни синдроми, невродегенеративни нарушения и други. Особен интерес представляват изследванията на туберкулозата и инфекциозните заболявания в държавата – епидемиология, генетика, околна среда, рискови фактори за начина на живот, търсене на нови диагностични биомаркери, взаимодействие гостоприемник-патоген, бактериална резистентност, стратегии за превенция и други. Работи се върху въвеждането на геномни технологии в клиничната практика и развитието на приложната генетика.
Лаборатория по биоинформатика и системна биология
Лабораторията по биоинформатика и системна биология извършва изследвания в следните области:
- Биоинформационен анализ на високопроизводителни геномни данни от платформи за секвениране (изследване на точната последователност на ДНК с цел откриване на мутации, както и различни „здрави“ варианти на един ген) от следващо и трето поколение.
- Биоинформационен анализ и мета-анализ на туморни транскриптоми от високопроизводителни геномни платформи.
- Анализ на пълните геном и екзом на човека, разработване на казахстанска референтна база данни за геномни вариации и идентифициране на специфични генетични варианти.
- Биоинформационен анализ на ракови транскриптоми и профили на генна експресия, получени от платформите за секвениране от следващо поколение.
- Разработване на нови интеграционни подходи и методи за анализ на пълни транскриптоми и човешки геноми.

Лаборатория по епидемиология и здравеопазване
Лабораторията провежда епидемиологични изследвания на здравословното състояние на деца, юноши и възрастни между 50 и 75 годишна възраст. Проектите са насочени към проучване на възникването на социално значими заболявания – сърдечно-съдови патологии, инсулти, затлъстяване, психични разстройства и стрес, метаболитен синдром и наследствени заболявания. Резултатите от изследванията дават възможност да се подобри системата за диагностика и ранното откриване на биомаркери на незаразни болести още в детските и юношеските години, както и такива за преждевременно стареене и други значими заболявания. На база на резултатите се разработват препоръки за управление на здравеопазването.
Лаборатория за човешкия микробиом и дълголетие
Лабораторията провежда изследвания върху човешкия метагеном в Казахстан, разработва функционални хранителни продукти и препарати за корекция на микрофлората и работи по създаването на биобанка от образци от човешка микрофлора. Освен това предоставя услуги за практическо здравеопазване на промишлени и търговски предприятия, като прави анализи на биоматериали, използвайки съвременни технологии. Участва в създаването на обществени сдружения като например Казахстанската асоциация на изследователите на човешки микробиоми.
Основни направления:
- Търсене на биомаркери въз основа на познанията за човешкия метагеном. Разкриване на асоциативните връзки на метагенома със заболявания, възраст, хранителни предпочитания, екологична ситуация и фактори на околната среда.
- Разработване на функционални хранителни продукти.
- Създаване на републикански запас от култури на медицински значими микроорганизми, ДНК и пептиди.

Лаборатория за транслационна медицина и технологии за природните науки
Основни направления:
- Разработване на биоинженерни технологии за лечение на различни патологии.
- Изследване на безконтактни методи за диагностика и лечение на някои заболявания.
- Развитие на нанотехнологиите – наноносители и наноструктури.

Лаборатория по биоинженерство и регенеративна медицина
Лаборатория за биосензори и биоинструменти
В лабораторията се проектират биосензори за диагностика и анализ на ДНК и се разработват миниатюрни оптични биосензори за откриване на различни видове клетки. Специалистите разполагат с богато ноу-хау в използването на сензорни и биосензорни технологии, наноматериали и електромагнитни терапевтични методи за минимално инвазивно лечение на злокачествени, доброкачествени и атипични липоматозни тумори. Работи се върху създаването на устройство за ранно откриване и диагностика на нови заплахи от вирусни заболявания. Разработва се епидурален катетър с оптични сензори и се конструират оптични биосензори във възпроизводими устройства.
Инициирано е важно национално и международно сътрудничество с Института по физика в Ница, Университета в Монс, Политехническия университет във Валенсия и други. Създадено е предприятие за разработване, експлоатация и приложение на сензори с оптични влакна.
Лаборатория за биофотоника
Лабораторията е създадена в края на 2017 г. и приоритетната ѝ задача е разработването на флуоресцентни техники за анализ на живи организми.
Основни направления:
- Разработване на високоефективни микроскопични флуоресцентни методи.
- Изследване на цитоскелета и подвижността на нормалните и раковите клетки.
- Изследване на механизмите на действие на противоракови лекарства
- Изследване на планктонните общности с флуоресцентни методи.
- Разработване и прилагането на флуоресцентни способи в различни научни области – биология на нормални и туморни клетки, молекулярна биология, изследване на растителни съобщества, както и екология и хидробиология.

### Център по енергетика и нови материали
Основната цел на Центъра по енергетика и нови материали е фундаменталното, приложно и търговско развитие в съответствие с приоритетите на Казахстан, насочено към създаване и подобряване на енергийните ресурси. Стремежът е той да се превърне във водеща научна институция в Централна Азия в областта на физиката, химията, материалознанието и информационните технологии, които да се прилагат при развитието на бъдещи, чисти и ефективни форми на енергия и рационалното използване на ресурсите. Центърът разполага с 4 лаборатории.
Лаборатория за нови материали и системи за съхранение на енергия
Области на изследване:
- Синтез на функционални наноматериали
- Разработване на усъвършенствани материали за високоефективни устройства за съхранение на енергия, включително литиево-йонни, натриево-йонни, литиево-серни батерии и водни акумулаторни батерии. Проектиране на устройства за преобразуване и съхранение на енергия от следващо поколение батерии (гъвкави, прозрачни, микро и др.)
- Разработване на иновативни батерии с висока енергийна плътност за осигуряване на свързаност към мрежи от източници на възобновяема енергия.
- Математическо моделиране, включително изчислителната динамика на течности, батерии и свързани теми.

Лабораторията работи в тясно сътрусътрудничество с Токийския университет, Токийския технологичен институт и Токийския столичен университет в Япония, Университета Уорик във Великобритания, Националния университет Чунгнам, сеулския Университет „Ханянг“ и Университета Седжонг в Южна Корея, Технологичния университет Хъбей в Китай, Националния център за научни изследвания във Франция и други.
Лаборатория за преобразуване на материали и приложна физика
Дейността на лабораторията е фокусирана върху научноизследователската и развойна дейност в областта на материалознанието, дизайна и модификацията на повърхностите. Разработва се начина за производство на многофункционални, самоочистващи, суперхидрофобни материали за селското стопанство и строителството, подходящи за екстремни климатични условия и климата на Казахстан. Работи се върху нанокомпозити с магнитна сърцевина и обвивка за пречистване на отпадъчни води.
Лаборатория за материали в областта на енергетиката
В лабораторията се провеждат изследвания на наноструктурни материали, както и на такива в насипно състояние. Стремежът е да се създават нови материали с определени физични и химични свойства с приложение в енергетиката.
Основни направления:
- Моделиране на електронните, термодинамични, решетъчно-динамични и транспортни свойства на материалите.
- Мащабно атомно моделиране на неравновесната динамика на заряда в материалите за акумулиране на слънчева енергия.
- Моделиране на дифузията и топлопроводимостта в твърди вещества.
- Теоретична подкрепа на експериментите за изучаване на оптичните свойства, фото- и термичното разделяне на заряда, фазовите преходи в материалите и свързаните с тях явления.

Лаборатория по зелена енергия и екология
Лабораторията се занимава с изследвания в области като транспорта и унищожаването на замърсители на околната среда, улавяне и преработка на въглеродните емисии, разработване на нови технологии за пречистване на питейни и отпадъчни води с помощта на възобновяема енергия, управление на качеството на въздуха, енергийна и екологична политика.
Основни теми по отношение на окръжаващата среда:
- Разработване на нови екологични нанокатализатори за почистване от токсични примеси.
- Идентифициране на механизмите на реакциите при катализа.
- Разработване на интелигентни и селективни екологични катализатори.
- Стохастична оценка на риска от токсични химикали в естествената среда на Казахстан.
- Проучване на процесите при физикохимичното и биогеохимично пречистване (комплексно пречистване на водата с генериране на енергия).
- Третиране на подпочвените води и почвите, замърсени с органични, неорганични и радиоактивни химикали.
- Разработване на математически модел за прогнозиране на преноса и обработката на замърсителите в природните и инженерни системи.
- Нано- и макропроучвания на химичния състав на урана в земните недра.

Основни теми по отношение на зелената енергия:
- Улавяне, използване и съхраняване на въглерода
- Съхранение на CO2 в различни геоложки формации
- Карбонизация на минералите
- Фотокаталитично възстановяване на CO2
- Оценка на емисиите на парникови газове в технологиите за пречистване на водата.
- Разработване на протоколи за оценка на емисиите на парникови газове в различни индустрии.
- Техно-икономическо моделиране на енергийните системи на Казахстан
- Технологии за оползотворяване на твърдите отпадъци
- Технологии за чисти въглища
- Енергийна и екологична политика
- Анализ на енергийната система на Казахстан

## Сътрудничество
Университетът си сътрудничи с над 1100 международни учреждения. Част от стратегическите партньори, които оказват помощ на университета по отношение на академичното му развитие са американските Уисконсински университет в град Мадисън, Университетът „Дюк“ в град Дърам, Северна Каролина, Асоциациирани университети на Оук Ридж в Тенеси, Национална лаборатория Лоуренс в Бъркли, Пенсилванския университет във Филаделфия, Питсбъргския университет в Пенсилвания. Университетът Назарбаев си партнира още с Кеймбриджкия университет във Великобритания, Националния университет „Ли Куан Ю“ в Сингапур и други.

## Статистика на студентите и преподавателския персонал
През 2020 г. от всички специалисти, преподаващи в университета, 11% са професори, 18% асоциирани професори (равностойно на доценти), 34% асистенти, 31% инструктори и 6% постдокторанти. От тях 66% са мъже и 34% – жени.
Общият брой на студентите в университета през 2020 г. е 4663 души. От тях 2927 учат за бакалаври, 780 работят по магистратурата си, 120 са докторанти, 94 учат по студентски програми за доктори по медицина. 62% се занимават с естествени науки, инженерство, технологии и математика. 33% са в хуманитарни специалности, социални науки, бизнес, образование и държавна политика и 5% изучават медицина. Съотношението между мъже и жени при студентите е 50:50.

## Библиотека
Университетската библиотека е едно от най-популярните и оживени места в комплекса. Оборудвана е с най-новите технологии в областта на библиотечното дело и информационните ресурси и работата ѝ е максимално автоматизирана. В читалните има компютри с достъп до интернет и автоматични пунктове за получаване на книги. Осигурен е достъп на потребителите до електронната база данни. Тя разполага с най-голямата англоезична колекция от информационни ресурси в страната – книги, периодични издания и електронни материали. Нараства броя на книгити на казахски и руски език.
Библиотеката е абонирана за повече от 60 бази данни, осигуряващи достъп до стотици книги, хиляди списания и милиони статии. Университетът на Уисконсин в Мадисън предоставя услуга за междубиблиотечно заемане на материали, които не са достъпни чрез базите данни.